# Timothy Dalton
Timothy Peter Dalton (ur. 21 marca 1946 w Colwyn Bay w Walii) – walijski aktor teatralny, filmowy i telewizyjny, znany przede wszystkim jako czwarty oficjalny odtwórca roli superagenta 007 Jamesa Bonda w filmach: W obliczu śmierci (1987) i Licencja na zabijanie (1989).

## Życiorys

### Wczesne lata
Urodził się w Colwyn Bay w Walii, w hrabstwie Conwy jako najstarszy z piątki dzieci Dorothy Scholes i Petera Daltona Leggetta. Jego ojciec był kapitanem Special Operations Executive i pracował też w branży reklamowej. Jego dziadkowie byli artystami wodewilu. Kiedy miał szesnaście lat, po obejrzeniu Makbeta w londyńskim The Old Vic, postanowił zostać aktorem.

### Kariera
Studiował przez dwa lata w Royal Academy of Dramatic Art (Królewskiej Akademii Sztuk Dramatycznych) w Londynie i występował w zespole artystycznym National Youth Theatre, z którym odbył tournée po Australii. W Birmingham Repertory Theatre w Birmingham zwrócił na siebie uwagę w przedstawieniu G.B. Shawa Święta Joanna, a później jako członek Royal Shakespeare Company (RSC) odniósł sukces w tragedii szekspirowskiej Romeo i Julia.
Debiutował na szklanym ekranie jako Diomedes w telewizyjnej ekranizacji tragedii szekspirowskiej BBC Troilus i Kresyda (Troilus and Cressida, 1966). Uwagę szerszej widowni zwrócił na siebie jako Peter w serialu Sat'day While Sunday (1966) z Malcolmem McDowellem i po tym, jak wcielił się w postać króla Filipa II w dramacie historycznym Anthony’ego Harveya Lew w Zimie (The Lion in Winter, 1968) u boku Petera O’Toole, Katharine Hepburn i Anthony’ego Hopkinsa.
Kolejne role grał przed kamerą filmową ubrany w stroje historyczne: Cromwell (1970) jako książę Rupert, adaptacji filmowej powieści Emily Jane Brontë Wichrowe Wzgórza (Wuthering Heights, 1970) jako Heathcliff, Maria, królowa Szkotów (Mary, Queen of Scots, 1972) jako szkocki książę  Lord Henry Darnley, serial BBC Dziwne losy Jane Eyre (Jane Eyre, 1983) wg powieści Charlotte Brontë jako Edward Rochester i Kleopatra (Cleopatra, 1999) w roli rzymskiego cesarza Juliusza Cezara. Jego pierwszym amerykańskim filmem była komedia muzyczna Sextette (1978) z Mae West. Pojawił się także w jednym z odcinków serialu ABC Aniołki Charliego (1979) w roli milionera, playboya i złodzieja klejnotów, w którym zakochuje się Jill Munroe (Farrah Fawcett).
Rozgłos przyniosły mu też takie filmy jak: Agata (Agatha, 1979) jako pułkownik Archibald „Archie” Christie, Flash Gordon (1980) jako książę Barin, Looney Tunes znowu w akcji (Looney Tunes back in action, 2003) jako Damian Drake oraz miniseriale CBS: Córka Mistrala (Mistral's Daughter, 1984) wg powieści Judith Krantz jako pułkownik Francis Burke i Grzechy (Sins, 1986) jako Edmund Junot, brat głównej bohaterki granej przez Joan Collins, i Scarlett (1994), ekranizacji powieści Alexandry Ripley, będącej sequelem do słynnego dzieła Margaret Mitchell Przeminęło z wiatrem, jako Rhett Butler.

## Rola Jamesa Bonda
Kiedy Roger Moore rozstał się z rolą Bonda po Zabójczym widoku, 007 miał zostać Pierce Brosnan, jednak nie pozwoliły mu na to umowy kontraktowe. Wtedy rolę zaproponowano Daltonowi.
Dalton znacznie zmienił postać Jamesa Bonda, upodobniając jego kinowy wizerunek do książkowego. Aktor publicznie oświadczył, że chce zbliżyć graną przez siebie postać do wizerunku, jaki nadał jej Ian Fleming w swych powieściach. Według części fanów kreacja Daltona uchodzi za najbardziej zbliżoną do pierwowzoru literackiego.
Film W obliczu śmierci z 1987 roku cechował się zarówno szybką akcją, jak i romantyczną fabułą, nie widzianą od czasów W tajnej służbie Jej Królewskiej Mości.
Dwa lata późniejsza Licencja na zabijanie opowiadała o brutalnym ataku na starego przyjaciela Bonda - Felixa Leitera. Filmowi podniesiono kategorie wiekowe ze względu na brutalne sceny palenia żywcem czy zjadania ludzi przez rekiny. Przeciwnikiem agenta był baron narkotykowy. Bondowi odebrano pozwolenie na zabijanie, więc zabijając, popełnia przestępstwa. Ze względu na słabą kampanię reklamową film nie zarobił zbyt dużo.
W 1994 roku po ukończeniu zdjęć do miniserialu Scarlett Dalton ogłosił, że nie wcieli się więcej w rolę Jamesa Bonda. W następnym filmie zastąpił go Pierce Brosnan.

## Życie prywatne
W latach 1971–1986 był związany z Vanessą Redgrave. Spotykał się także z Kate Fitzpatrick (1972) i Whoopi Goldberg (1990-91). Ze związku z pieśniarką Oksaną Grigorievą (1995-2007) ma syna Alexandra Petera Daltona (ur. 7 sierpnia 1997).

## Filmografia
| Rok  | Film                                                      | Rola                         | Reżyser                          |
| ---- | --------------------------------------------------------- | ---------------------------- | -------------------------------- |
| 1968 | Lew w zimie (The Lion in Winter)                          | Filip II August              | Anthony Harvey                   |
| 1968 | Trzy księżniczki (The Three Princes)                      | Ahmed                        | Mark Cullingham                  |
| 1970 | Cromwell                                                  | Rupert Reński                | Ken Hughes                       |
| 1970 | Wichrowe Wzgórza (Wuthering Heights)                      | Heathcliff                   | Robert Fuest                     |
| 1970 | Giochi particolari                                        | Mark                         | Franco Indovina                  |
| 1971 | Maria, królowa Szkotów (Mary, Queen of Scots)             | Lord Henry Darnley           | Charles Jarrott                  |
| 1975 | Spirala śmierci (Permission to Kill)                      | Charles Lord                 | Cyril Frankel                    |
| 1978 | Sekstet (Sextette)                                        | Sir Michael Barrington       | Ken Hughes                       |
| 1978 | El hombre que supo amar                                   | Juan di Dios                 | Miguel Picazo                    |
| 1979 | Agata (Agatha)                                            | pułkownik Archibald Christie | Michael Apted                    |
| 1979 | The Flame Is Love (TV)                                    | Marquis de Guaita            | Michael O’Herlihy                |
| 1980 | Flash Gordon                                              | książę Barin                 | Mike Hodges                      |
| 1981 | Chanel – Samotność nr 5 (Chanel Solitaire)                | Boy Capel                    | George Kaczender                 |
| 1983 | Antoniusz i Kleopatra (Antony and Cleopatra)              | Marek Antoniusz              | Lawrence Carra                   |
| 1984 | Dziedzic z Ballantrae (The Master of Ballantrae, TV)      | Francis Burke                | Douglas Hickox                   |
| 1985 | Florence Nightingale (TV)                                 | Richard Milnes               | Daryl Duke                       |
| 1985 | Doktor i diabły (The Doctor and the Devils)               | dr Thomas Rock               | Freddie Francis                  |
| 1987 | W obliczu śmierci (The Living Daylights)                  | James Bond                   | John Glen                        |
| 1988 | Jastrzębie (Hawks)                                        | Bancroft                     | Robert Ellis Miller              |
| 1989 | Brenda Starr                                              | Basil St. John               | Robert Ellis Miller              |
| 1989 | Licencja na zabijanie (Licence to Kill)                   | James Bond                   | John Glen                        |
| 1990 | Królewska faworyta (La Putain du roi)                     | król Wiktor Amadeusz II      | Axel Corti                       |
| 1991 | Człowiek rakieta (The Rocketeer)                          | Neville Sinclair             | Joe Johnston                     |
| 1994 | Wejść między lwy (Lie Down with Lions, TV)                | Jack Carver                  | Jim Goddard                      |
| 1994 | Nagi w Nowym Jorku (Naked in New York)                    | Elliot Price                 | Daniel Algrant                   |
| 1995 | Wyspa łosi (Salt Water Moose)                             | Lester Parnell               | Stuart Margolin                  |
| 1997 | Piękna i Borys Bestia (The Beautician and the Beast)      | Borys Pochenko               | Ken Kwapis                       |
| 1997 | Rafa (The Reef, TV)                                       | George Darrow                | Robert Allan Ackerman            |
| 1997 | Ostatni przyjaciel (The Informant)                        | D.C.I. Rennie                | Jim McBride                      |
| 1999 | Ludzie mafii (Made Men)                                   | szeryf Dex Drier             | Louis Morneau                    |
| 2000 | Gorzka melodia (Time Share)                               | Matthew „Matt” Farragher     | Sharon von Wietersheim           |
| 2000 | Opętanie (Possessed, TV)                                  | ks. Willam Bowden            | Steven E. de Souza               |
| 2001 | Bandyci (American Outlaws)                                | Allan Pinkerton              | Les Mayfield                     |
| 2003 | Looney Tunes znowu w akcji (Looney Tunes: Back In Action) | Damien Drake                 | Joe Dante                        |
| 2006 | Opowieści Ziemiomorza (Gedo senki)                        | głos w wersji ang.           | Gorō Miyazaki                    |
| 2007 | Hot Fuzz – Ostre psy                                      | Simon Skinner                | Edgar Wright                     |
| 2010 | Turysta (The Tourist)                                     | nadinspektor Jones           | Florian Henckel von Donnersmarck |
| 2010 | Toy Story 3                                               | Pan Pricklepants             | Lee Unkrich                      |
| 2012 | Dzwoneczek i sekret magicznych skrzydeł                   | Lord Milori (głos)           | Bradley Raymond                  |
| 2019 | Toy Story 4                                               | Pan Pricklepants             | Josh Cooley                      |

### Seriale TV
| Rok       | Tytuł                                          | Rola                                        |
| --------- | ---------------------------------------------- | ------------------------------------------- |
| 1967      | Sat'day While Sunday                           | Peter                                       |
| 1969      | Judge Dee: A Place of Great Evil               |                                             |
| 1970      | Play of the Month: Five Finger Exercise        |                                             |
| 1971      | Play of the Month: Candida                     |                                             |
| 1978      | Centennial                                     | Oliver Seccomb                              |
| 1979      | The Flame Is Love                              | Marquis de Guaita                           |
| 1979      | Aniołki Charliego (Charlie’s Angels)           | Damien Roth                                 |
| 1983      | Jane Eyre                                      | Edward Fairfax Rochester                    |
| 1984      | Córka Mistrala (Mistral's Daughter)            | Perry Kilkullen                             |
| 1985      | Faerie Tale Theatre: The Emperor's New Clothes | Narrator (głos)                             |
| 1986      | Grzechy (Sins)                                 | Edmund Junot                                |
| 1992      | Tales from the Crypt: Werewolf Concerto        | lokaj                                       |
| 1992      | Umrzeć to za mało (Framed)                     | Eddie Myers                                 |
| 1993      | In the Wild: In Search of Wolves               | Narrator                                    |
| 1994      | Scarlett                                       | Rhett Butler                                |
| 1998      | Stories from My Childhood                      | książę Guidon (głos)                        |
| 1998      | ESU Emergency Services Unit                    | Narrator                                    |
| 1999      | Kleopatra (Cleopatra)                          | Juliusz Cezar                               |
| 2004      | Dunkirk                                        | Narrator                                    |
| 2005      | Herkules (Hercules)                            | Amphitryon                                  |
| 2006      | Agatha Christie: Panna Marple                  | Clive Trevelyan                             |
| 2008      | Unknown Sender: If You're Seeing This Tape...  | Miles                                       |
| 2009–2010 | Doktor Who                                     | Lord President of the Time Lords / narrator |
| 2010–2011 | Chuck                                          | Alexei Volkoff/Hartley Winterbottom         |
| 2013      | Toy Story: Horror                              | Pan Pricklepants (głos)                     |
| 2014–2016 | Dom grozy (Penny Dreadful)                     | sir Malcolm                                 |
| 2014      | Toy Story: Prehistoria                         | Pan Pricklepants (głos)                     |
| 2019–2023 | Doom Patrol                                    | Chief                                       |